# Trevolet
El trevolet o trèvol bord (Trifolium repens) és una planta herbàcia hemicriptòfita de la família de les fabàcies. També rep els noms de farratge bord, trèfola i trevolet de prat. Acostuma a créixer en indrets humits i en prats.

## Descripció

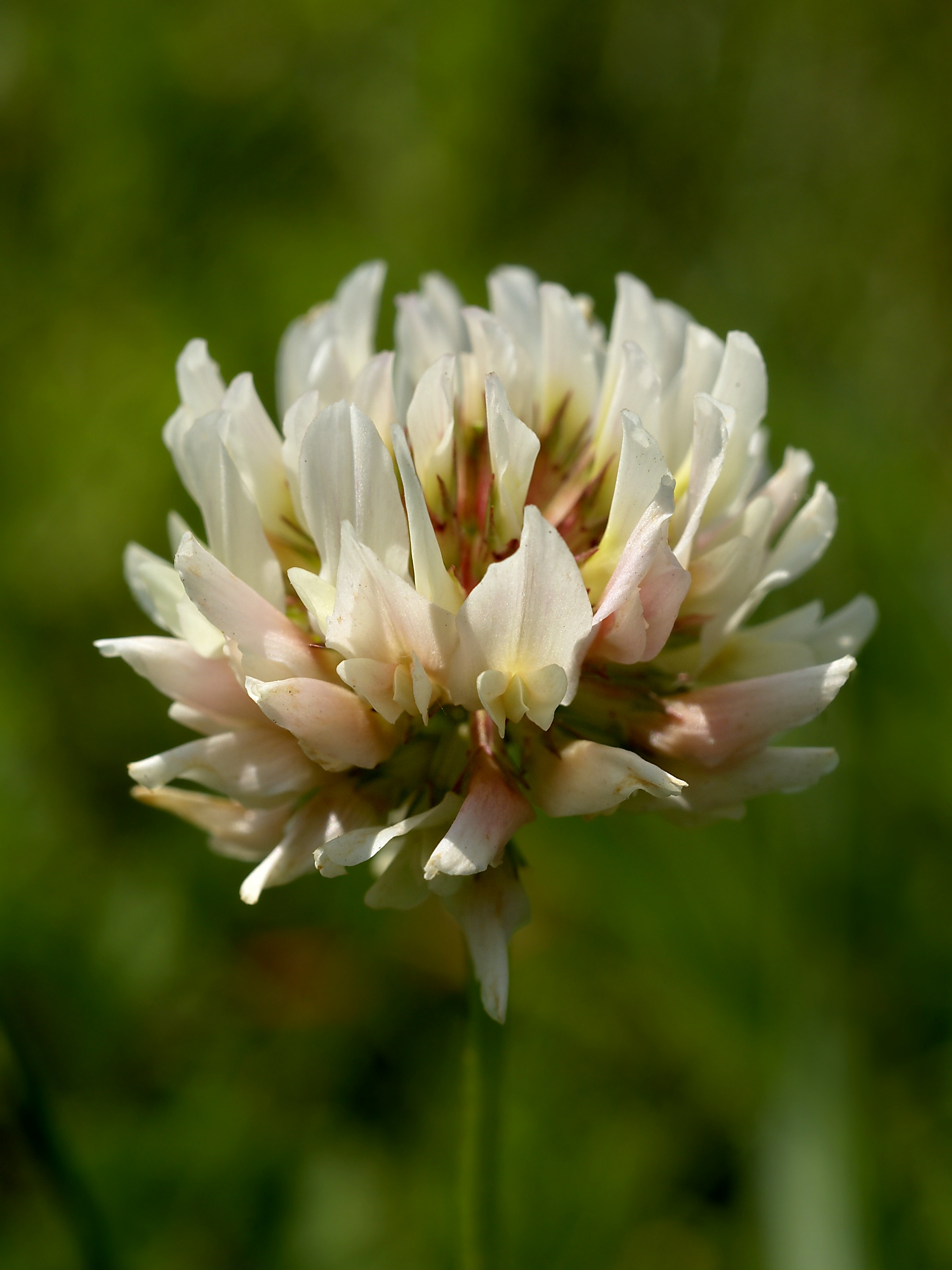
Detall de la inflorescència

Herba perenne, ramificada des de la base, estolonífera i de tiges postrades (fins a 60 cm) que poden arrelar als nusos. Presenta en les arrels associacions amb bacteris fixadors de nitrogen. Les fulles són trifoliades amb els folíols obovats dentats sovint tacats de blanc o negre. Les inflorescències són glomèruls, d'1,5 a 2 centímetres d'amplària, de flors blanques pedunculades, les flors fecundades queden pèndules. El peduncle de la inflorescència amida al voltant de 7 centímetres. Floreix des d'abril a novembre.

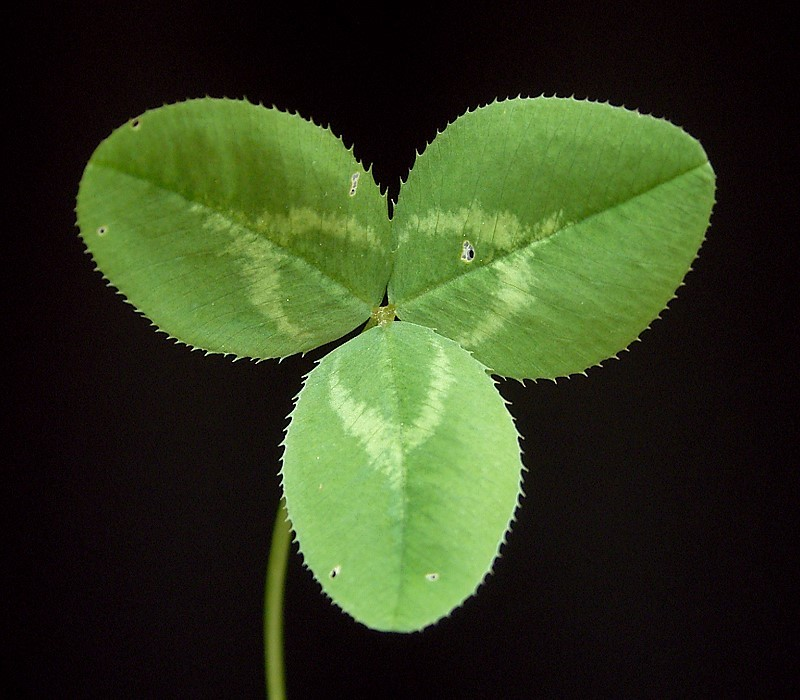
Detall de la fulla

## Distribució
Té una distribució mediterrània (lateeurosiberiana), encara que s'ha distribuït per tot el món. Creix en llocs amb certa humitat com pradells, fonts, costats de rierols, etc. Respecte al tipus de sòl, pot créixer en qualsevol, encara que prefereix els lleugerament argilencs.
El trobem a les províncies d'Alacant, Barcelona, Castelló, Catalunya Nord, Girona, Illes Balears, Lleida, Tarragona i València.

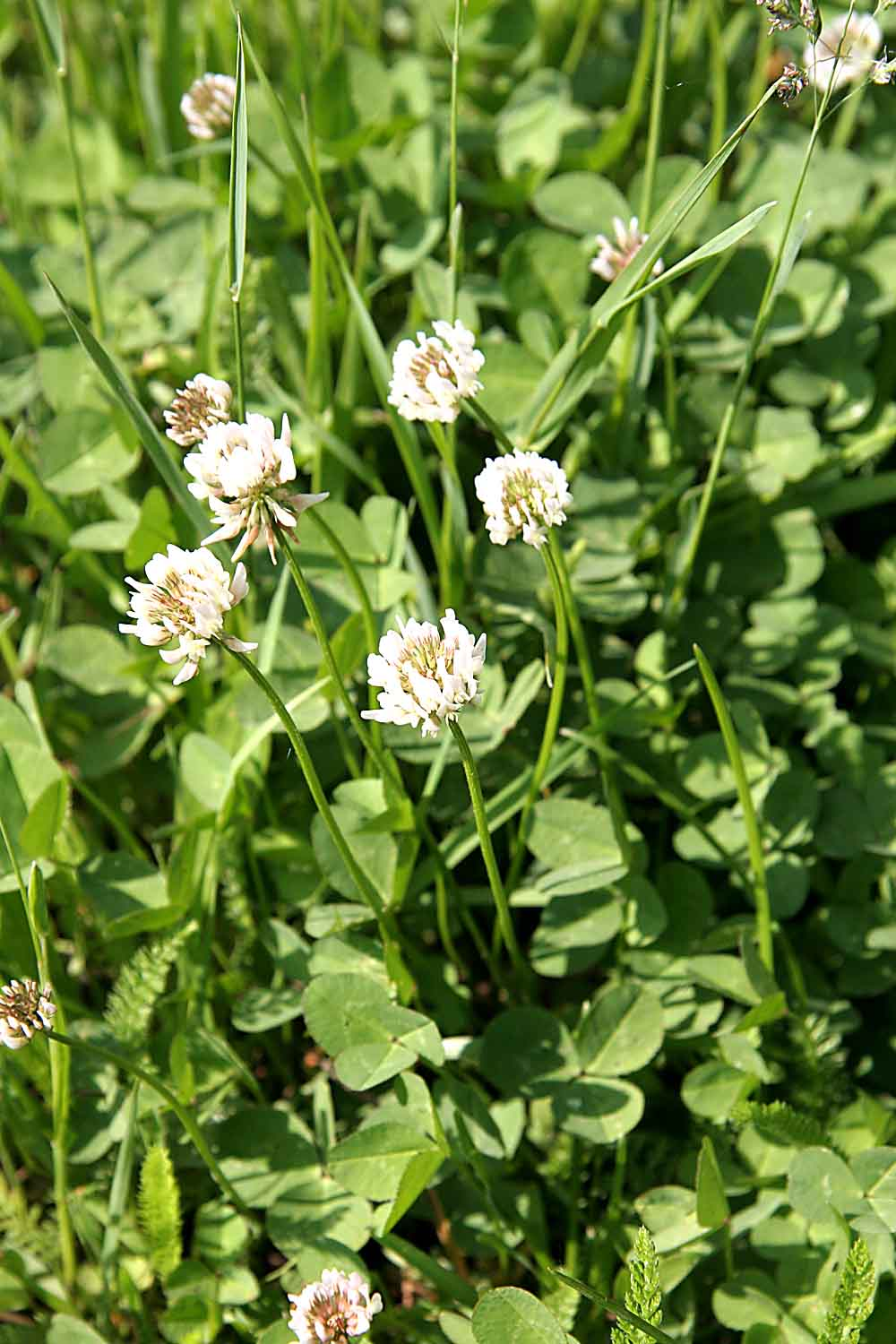
Fotografia de camp

## Usos
És molt important com a planta farratgera. Tolera molt bé la tallada arran. És un excel·lent farratge en barreges amb gramínies, degut al seu alt contingut en proteïnes. Els humans no la poden digerir crua, però si es cou de 5 a 10 minuts es torna digestible. Les flors seques i les seues llavors constitueixen una nutritiva farina per a barrejar amb altres aliments. També es poden realitzar infusions.